# Захар Беркут (фільм, 2019)
«Захар Беркут» (англ. Zakhar Berkut), також відомий у міжнародному прокаті як «Зринаючий яструб» (англ. The Rising Hawk) — американсько-український художній фільм 2019 року режисерів Ахтема Сеїтаблаєва та Джона Вінна, екранізація однойменної історичної повісті «Захар Беркут» Івана Франка. Гасло фільму  — «У свободі моя сутність».
1241 рік. Монгольська орда на чолі з ханом Бурундою рухається на захід, винищуючи все на своєму шляху. Дійшовши до високих Карпатських гір, військо зупиняється біля підніжжя. Однак вночі кілька місцевих мисливців, братів Беркутів, потайки пробираються в табір та звільняють полонених. Несамовитий від люті хан вирішує йти навпростець, щоб помститися і знищити карпатські поселення. Для цього він знаходить зрадника серед місцевих, який відкриває йому таємний прохід у горах. Однак невеличка громада гірських жителів під керівництвом Захара Беркута має свій план, щоб назавжди зупинити численного ворога.
Версія з українськомовним дубляжем вийшла в прокат в Україні 10 жовтня 2019 року. Оригінальна англомовна версія вперше вийшла в обмежений кінопрокат у Латвії, Литві та Естонії 28 лютого 2020 року.

## Сюжет
Біля Карпат, на Тухлянщині, проживає громада горців. Мирне життя порушує вторгнення дружинників боярина Тугара Вовка, котрі намірились пограбувати громаду, виправдовуючись указом князя Данила про володіння цими землями. Мисливець Максим змушує дружинників відступити без бою, але ті обіцяють помститися. Рада общини вирішує вигнати Тугара, та для цього його треба покликати на зібрання аби судити за законом. Старійшина общини, Захар Беркут, доручає Максимові та його братові Івану вирушити до Тугара й передати це рішення.
Дорогою Максим з Іваном зустрічають лучницю Мирославу, котра випадково знайшла в лісі печеру. Вони рятують Мирославу від ведмедя та дізнаються, що Мирослава — це дочка Тугара. Боярин зверхньо ставиться до горців, але переказує, що згоден прийти на раду общини.
Максим потай відвідує Мирославу, котру батько намагається відгородити від будь-якої роботи. Він кличе дівчину на святу в Тухлі і вдвох вони вирушають туди, нічого не сказавши Тугару. Невдовзі Максим з Іваном та ковалем Петром знаходять жительку сусіднього селища, котра розповідає про напад «демонів». Це виявляються монголи, що вирізали більшість селища, а решту забрали в полон до свого табору. Максим, Іван і Петро вночі непомітно пробираються до табору, звільняють бранців і ховаються в печері, раніше знайденій Мирославою. Чоловік Богун, родину якого вбили загарбники, клянеться помститися та приєднується до Максима. В ході відступу вони вбивають ватажка табору — сина хана Бурунди.
Тугар, як і обіцяв, прибуває на раду, де заявляє, що князь Данило по праву передав йому в володіння Тухлю. Тугар обіцяє захистити Тухлю від монголів, а в обмін вимагає визнання його влади. Захар натомість вимагає аби Тугар викликав з Галича підмогу та став пліч-о-пліч з його воїнами як з рівними. Старійшина вимагає суду поєдинком і виставляє зі свого боку Івана, проте Максим просить послати на двобій його. Проти Максима виходить дружинник Гард, якого Максим долає і лишає живим. Тугар погоджується воювати проти монголів, але якщо він буде командувати. Тим часом хан Бурунда наказує своєму радникові Мерке знайти вбивць сина.
Мерке їздить околицями, допитуючись у горців кому належить амулет, який знайшов Бурунда. Не дізнавшись, він наказує вирізати всіх, кого зустрів. Максим з товаришами мстить йому, вбиваючи всіх воїнів Мерке. Монгольський ватажок повертається до хана з поразкою, проте розповідає, що Тугар неприхильний до жителів Тухлі, а тому його можна переманити на свій бік. Тугар погоджується служити Бурунді в обмін на владу над навколишніми землями. Його воїни зраджують захисників Тухлі та підступно атакують їх. Максим та інші замикаються в будинку, Бурунда обіцяє віддячити Тугару, якщо той переконає захисників здатися. Отримавши відмову, Тугар наказує спалити будинок. Скориставшись прикриттям диму, воїни вибираються та убивають монголів. Бурунда за це вирішує убивати всіх на шляху, а Тугара, тепер в обмін на саме тільки життя, використати як провідника через Карпати. Деякі жителі Тухлі говорять, що краще здатися замість битися з набагато більшим монгольським військом.
Іван помирає від ран, а Мирослава тікає до Максима. Той тепер не довіряє їй, дорікаючи, що вона не попередила про зраду батька. Захар скликає жителів, оголошуючи про наближення величезної монгольської армії. Він пропонує покинути Тухлю та повалити священну скелю, що зруйнує греблю та назавжди відріже монголам шлях на захід, затопивши долину. Але Захар пропонує скористатися вузьким проходом в долину, щоб дати там бій монголам. Народ підтримує його та готується до бою, покинувши суперечки.
Спершу монгольських вершників убивають, заманивши в пастки, а далі йдуть у піший бій. Монголам на чолі з Мерке не вдається пробитись до Тухлі, за що хан убиває його і доручає наступною атакою командувати Тугару. В результаті нападу Максим потрапляє в полон до монголів. Захар наказує покинути Тухлю та валити скелю. Бурунда намагається завадити цьому, під обстрілом лучників Захара ранять, багато захисників гине, в тому числі й Богун, і Мирослава кидається в бій сама. Петро один повалює скелю і гине під потоком води, що знищує і монголів. Тугар витягує Максима на скелю поруч із ханом. Бурунда вбиває Тугара, але слідом його вбиває Максим. Захар помирає та заповідає синові піклуватися про народ, пам'ятаючи, що єдність — головне для перемоги.

## У ролях
У фільмі знімалися:

| Актор                      | Роль                                                             |
| -------------------------- | ---------------------------------------------------------------- |
| Роберт Патрік              | Захар Беркут тухлянський старійшина, знахар                      |
| Алекс Макніколл            | Максим наймолодший син Захара Беркута                            |
| Томмі Фленаган             | Тугар Вовк боярин, якому князь Данило подарував землі Тухлянщини |
| Роккі Майєрс               | Іван брат Максима                                                |
| Поппі Дрейтон              | Мирослава дочка Тугара Вовка                                     |
| Андрій Ісаєнко             | Петро німий коваль                                               |
| Олег Волощенко             | Гард воїн Тугара                                                 |
| Елісон Дуді                | Рада Беркут дружина Захара                                       |
| Аліна Коваленко            | Росана                                                           |
| Цегмід Церенболд           | Бурунда монгольський воєначальник                                |
| Аян Отепберген             | Нергуй                                                           |
| Віктор Жданов              | Хорун                                                            |
| Єржан Нуримбет             | Мерке                                                            |
| Даулет Абдігапаров         | тисячник Кунг                                                    |
| Олег Стефан                | Левко                                                            |
| Олівер Тревена             | Богун                                                            |
| Марина Кошкіна             | Устя                                                             |
| Станіслав Лозовський       | Сокіл                                                            |
| Вікторія Клещенко-Пилипчук | мати Сонька                                                      |

Також у стрічці зфільмувалися: Олег Невольник (Бор), Ян Кліпп (Ярополк), Микола Ейсмонт (Крук), Артемій Єгоров (представник Деревлі), Олег Карпенко (представник Київщини), Олександр Лаптій (представник Вівчара), Олександр Чекмарьов (Морена), Василь Булат (лицар), Олег Коваленко (батько Софії), Марат Абдуллаєв (охоронець), Даніяр Ахметов (воєвода), Михайло Корженівський (Бачан), Андрій Сторожик (Максим у дитинстві), Юрій Єрко (Роман у дитинстві), Михайло Черняков (Сонько), Соломія Олесова (Руса), Аліна Довбуш (дівчинка з села Калі), Євген Лебедин (вівчар Васько), Даня Олесов (вівчар Ілько).

## Мова фільму
За словами режисера, стрічку знімали англійською мовою, але для українського прокату всю стрічку було дубльовано українською.

### Український дубляж
Фільм дубльовано студією «Postmodern Postproduction» на замовлення компанії «MMD UA» у 2019 році.
- Михайло Жонін — Захар Беркут
- Іван Розін — Максим
- Валентина Сова — Рада Беркут
- Роман Чорний — Іван
- Андрій Мостренко — Тугар Вовк
- Олег «Фагот» Михайлюта — Богун
- Кирило Нікітенко — Гард
- Антоніна Якушева-Хижняк — Мирослава
- Дмитро Рассказов-Тварковський — Сокіл
- Сергій Солопай — закадрове озвучення монголів

А також: Євген Пашин, Марія Бруні, Дмитро Сова та інші.

## Виробництво

Ілюстрація до повісті «Захар Беркут»

### Попереднє виробництво
Під час попереднього виробництва, у листопаді 2017 року творці фільму з компанії Kinorob зуміли заручитися підтримкою «Міжнародного Фонду Івана Франка» на чолі з онуком видатного письменника Роландом Франком, які виступили офіційними консультантами з історичних питань. Меморандум про співпрацю було підписано 24 листопада 2017 року.
Згодом, у грудні 2017 року компанія Kinorob підписала договір зі своєю материнською компанією FILM.UA Group про надання пакету послуг на спеціальних умовах для виробництва, рекламної кампанії та прокату історичного бойовика «Захар Беркут».

### Кошторис
Стрічка «Захар Беркут» стала переможцем 9-го конкурсного відбору кінопроєктів Державного агентства України з питань кіно. Бюджет фільму мав скласти ₴75 млн, з яких ₴30 млн — підтримка Держкіно, але кінцевий загальний кошторис стрічки склав ₴113,5 млн.

### Сценарій
Кіносценарій фільму написаний Ярославом Войцешеком і Річардом Ронатом на основі однойменної повісті українського класика Івана Франка. У своєму відеоблозі режисер Ахтем Сеїтаблаєв зазначив, що основний зміст твору Івана Франка був збережений, але у фільмі з'явилися нові персонажі та сюжетні лінії.

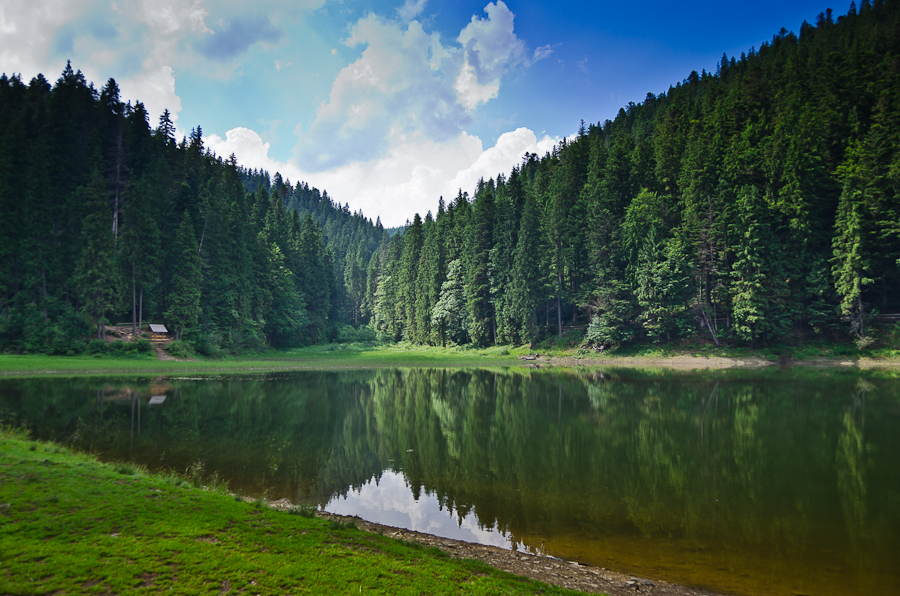
Озеро Синевир, на якому знімався фільм

### Фільмування
Фільмування натурної частини стрічки відбувалося влітку 2018 році в Карпатських горах та під Києвом. Серед відомих місць знімання було озеро Синевир.
13 червня 2018 було повідомлено, що до знімальної групи приєдналися колеги з Голлівуду, а саме режисер Джон Вінн (він виступив у ролі співрежисера фільму), а також продюсери Джефф Райс, Юрій Карновський і Раджа Коллінз. Українська команда на чолі з Ахтемом Сеітаблаєвим відповідала за всю творчу та змістовну частину «Захара Беркута», а голлівудські партнери забезпечили комунікацію з міжнародним акторським складом стрічки та допомагали з просуванням проєкту на північноамериканському ринку.
Знімання стрічки розпочалося 15 червня 2018 на Закарпатті у Синевирській поляні. Знімальний період тривав до 1 вересня 2018 року.

### Головна пісня фільму
Український гурт «Океан Ельзи» записав пісню «Перевал», що стала головною піснею до історичного фільму «Захар Беркут».

## Випуск

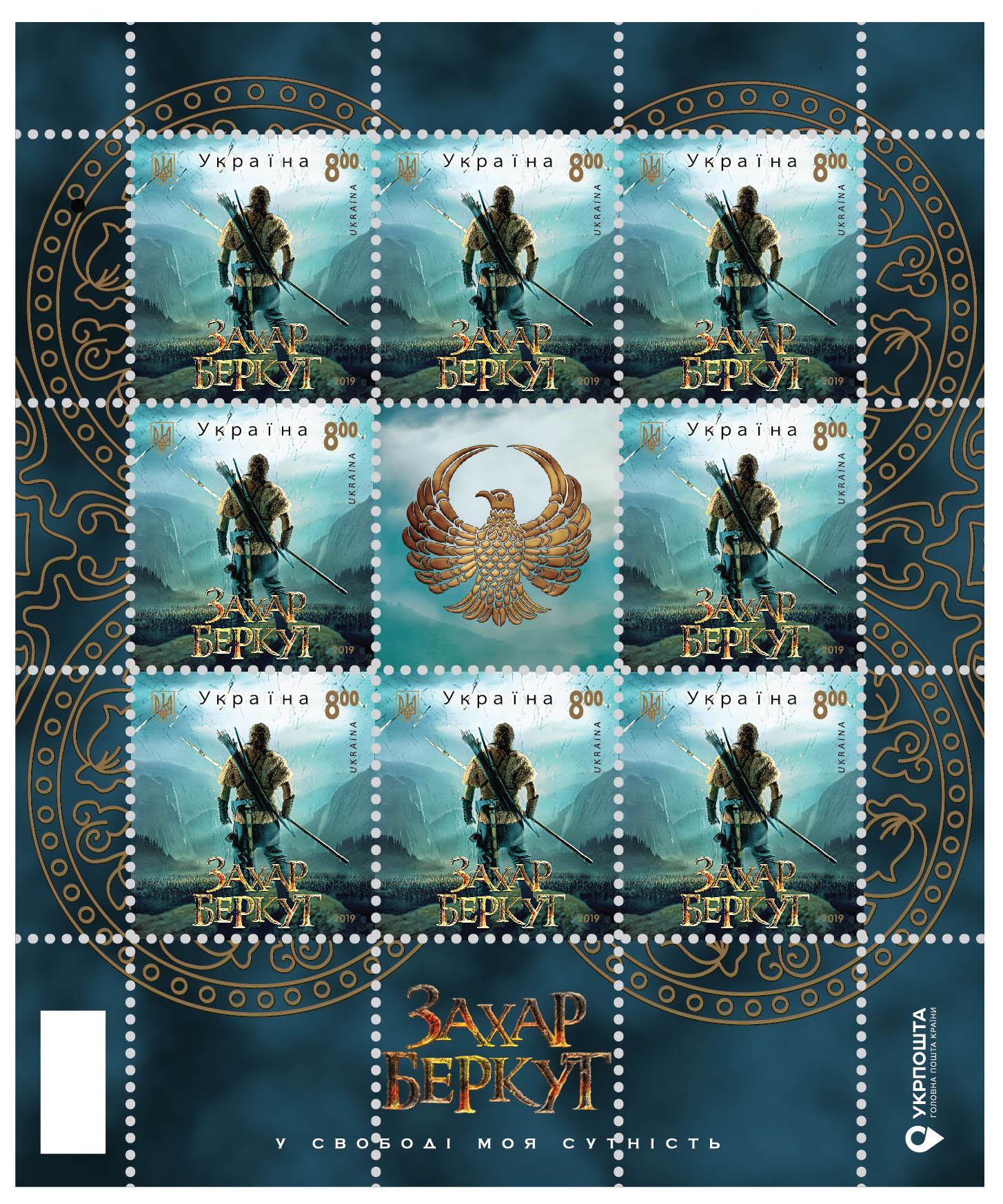
Поштова марка, випущена на честь фільму «Захар Беркут» (2019.

### Промо-кампанія
На початку вересня 2019 року у харківському видавництві КСД вийшов роман-першоджерело Івана Франка «Захар Беркут» у кінопалітурці.
|                                      |  |  |
| Захар Беркут (ювілейна монета, 2019) |  |  |

На початку жовтня 2019 року в Ощадбанку вийшла пам'ятна монета номіналом «500 камерунських франків» з зображенням «Захара Беркута» у візуальному виконанні фільму 2019 року. Також на початку жовтня в Укрпошті вийшла ювілейна колекція марок у візуальному виконанні фільму 2019 року.

### Кінопрокатний, VOD та телевізійний випуск в Україні
Вихід версії стрічки з україномовним дубляжем в український прокат початково планувався на 10 жовтня 2019 року і дистриб'ютором мала стати компанія UFD. Пізніше стало відомо, що прокатник фільму в Україні змінився з UFD на MMD UA, але дата виходу залишилася незмінною  — 10 жовтня 2019 року.
8 березня 2020 року в Україні відбулася home video прем'єра версії стрічки з україномовним дубляжем на VOD-платформі sweet.tv.
14 жовтня 2020 року в Україні відбулася телевізійна прем'єра версії стрічки з україномовним дубляжем на телеканалі ТРК Україна.

### Кінопрокатний та VOD/DVD випуск закордоном
Впродовж 2019—2020 років виробники стрічки попередньо продали права на показ стрічки в Латвію/Литву/Естонію, Іспанію, нідерландськомовну Європу, зокрема Нідерланди та нідерландськомовні провінції Бельгії німецькомовну Європу, зокрема Німеччину, Австрію, Ліхтенштейн, Люксембурґ та німецькомовні кантони Швейцарії, США/англомовні провінції Канади, Італію, Велику Британію/Ірландію та Австралію/Нову Зеландію. Серед компаній, які попередньо придбали права на кінопрокат чи реліз для домашнього відео фільму «Захар Беркут» були наступні компанії: Volga Lithuania/Latvai/Estonia (Латвія, Литва та Естонія), Flins & Piniculas (Іспанія), Capelight Pictures (Німеччина та німецькомовна Європа, зокрема німецькомовні кантони Швейцарії, Австрія, Ліхтенштейн та Люксембурґ), Shout Factory (США/англомовні провінції Канада), Eagle Pictures Spa (Італія), Signature Entertainment (Велика Британія/Ірландії), Eagle Entertainment (Австралія/Нова Зеландія) та Première TV Distribution/Source 1 Media (Нідерланди/нідерландомовні провінції Бельгії).
Першими закордонними країнами, де стрічка з'явилася в кінопрокаті стали Латвія, Литва та Естонія, де фільм вийшов у прокат 28 лютого 2020 року (дистриб'ютор Volga Lithuania/Latvai/Estonia, якою так само як Volga Ukraine володіє російська дистриб'юторська компанія Volga). Стрічка вийшла з оригінальною англомовною аудіодоріжкою та субтитрами латвійською, литовською та естонською під наступними локальними назвами: у Латвії — «Neuzvaramā cilts» (укр. Непереможне плем'я), у Литві — «Nenugalėti» (укр. Непереможні) та в Естонії — «Alistamatud» (укр. Непереможні). Згодом стрічка з'явилася у США 2 жовтня 2020 року в обмеженому кінопрокаті й на VOD та 1 грудня 2020 року на DVD/Blu Ray (дистриб'ютор Shout! Factory); локальна назва — «Зринаючий яструб: бойовисько за Карпати» (англ. The Rising Hawk: Battle For The Carpathians).
Першою закордонною країною, де стрічка з'явилася на DVD стала Іспанія, де компанія Flins & Piniculas видала фільм на DVD та VOD-платформі YouTube Movies 4 червня 2020 року з оригінальною англомовною доріжкою плюс іспаномовним дубляжем та іспаномовними субтитрами під назвою El vuelo del halcón (укр. Політ яструба). Пізніше стрічка з'явилася на digital VOD та DVD/Blu Ray у Німеччині, відповідно, 13 та 20 листопада 2020 року з оригінальною англомовною доріжкою плюс німецькомовним дубляжем та німецькомовними субтитрами під назвою Rising Hawk (укр. Зринаючий яструб) (дистриб'ютор Capelight Pictures). Згодом стрічка з'явилася на VOD та DVD у Великій Британії 30 листопада 2020 року (дистриб'ютор Signature Entertainment); локальна назва — «Падіння королівства» (англ. Fall of a Kingdom). Згодом стрічка з'явилася на VOD та DVD у Австралії/Новій Зеландії 1 січня 2021 року (дистриб'ютор Eagle Entertainment); локальна назва — «Зринаючий яструб» (англ. The Rising Hawk). Згодом стрічка з'явилася на DVD в Нідерландах 20 січня 2021 року з оригінальною англомовною доріжкою та нідерландськомовними субтитрами під локальною назвою «Падіння королівства» (англ. Fall of a Kingdom) (дистриб'ютор Source 1 Media). Згодом стрічка з'явилася на VOD та DVD в Італії 14 квітня 2021 року з оригінальною англомовною доріжкою плюс італійськомовним дубляжем та італійськомовними субтитрами під локальною назвою «Зринаючий яструб — Зринаючий сокіл» (англ./італ. The Rising Hawk — L'ascesa del falco) (дистриб'ютор Eagle Pictures Spa).

## Касові збори
За перший тиждень стрічка зібрала 13.3 млн грн. (148.1 тис. проданих квитків). Якщо оцінювати цю стрічку як виключно українського виробництва (і не брати до уваги що це була українсько-американська копродукція) — це третій найкращий результат за 1-ий тиждень серед фільмів виключно українського виробництва: «Викрадена принцеса: Руслан і Людмила» (₴21,5 млн), «Я, Ти, Він, Вона» (₴15,4 млн), «Скажене весілля» (₴13,1 млн) та «DZIDZIO Перший Раз» (₴11,6 млн).